# توستی، شهرستان سار
توستی، شهرستان سار (به لاتین: Tusti, Saare County) یک روستا در استونی است که در موهو واقع شده‌است.